# ITF New York City
Das ITF New York City (bis 2012 offiziell: EmblemHealth Bronx Open, seit 2019 NYJTL Bronx Open) war ein Tennisturnier des ITF Women’s Circuit, das im Stadtteil Bronx, New York City, auf Hartplatz ausgetragen wurde.

## Siegerliste

### Einzel
| Jahr                    | Siegerin                   | Finalgegnerin              | Ergebnis                   |
| ----------------------- | -------------------------- | -------------------------- | -------------------------- |
| ↓ Kategorie: $25.000 ↓  |                            |                            |                            |
| 1996                    | Virginia Ruano Pascual     | Amélie Mauresmo            | 6:4, 6:3                   |
| 1997                    | Rachel McQuillan           | Erika de Lone              | 6:1, 6:4                   |
| 1998                    | Sarah Pitkowski-Malcor     | Cara Black                 | 6:3, 7:5                   |
| ↓ Kategorie: $50.000 ↓  |                            |                            |                            |
| 1999                    | Erika de Lone              | Els Callens                | 6:1, Aufgabe               |
| 2000                    | Daniela Hantuchová         | Yi Jingqian                | 6:4, 6:4                   |
| 2001                    | Barbara Schwartz           | Martina Müller             | 5:7, 6:3, 7:63             |
| 2002                    | Ashley Harkleroad          | Ľubomíra Kurhajcová        | 6:1, 6:3                   |
| 2003                    | Zheng Jie                  | Marija Kirilenko           | 4:6, 6:4, 6:4              |
| 2004                    | Jewgenija Linezkaja        | Nuria Llagostera Vives     | 4:6, 6:3, 6:4              |
| 2005                    | Sybille Bammer             | Camille Pin                | 3:6, 6:4, 6:4              |
| 2006                    | Olga Putschkowa            | Tazzjana Putschak          | 6:3, 6:1                   |
| 2007                    | Casey Dellacqua            | Ahsha Rolle                | 7:5, 2:0 Aufgabe           |
| 2008                    | Jelena Bowina              | Anna-Lena Grönefeld        | 6:3, 7:5                   |
| ↓ Kategorie: $100.000 ↓ |                            |                            |                            |
| 2009                    | Tatjana Malek              | Kristina Barrois           | 6:1, 6:4                   |
| 2010                    | Anna Tschakwetadse         | Sofia Arvidsson            | 4:6, 6:2, 6:2              |
| ↓ Kategorie: $50.000 ↓  |                            |                            |                            |
| 2011                    | Andrea Hlaváčková          | Mona Barthel               | 7:68, 6:3                  |
| 2012                    | Romina Oprandi             | Anna Tschakwetadse         | 5:7, 6:3, 6:3              |
| 2013–2018               | nicht ausgerichtet         | nicht ausgerichtet         | nicht ausgerichtet         |
| 2019                    | WTA 250 siehe WTA New York | WTA 250 siehe WTA New York | WTA 250 siehe WTA New York |
| 2020–2021               | nicht ausgerichtet         | nicht ausgerichtet         | nicht ausgerichtet         |
| ↓ Kategorie: $60.000 ↓  |                            |                            |                            |
| 2022                    | Kamilla Rachimowa          | Mirjam Björklund           | 6:2, 6:3                   |

### Doppel
| Jahr                    | Siegerinnen                          | Finalgegnerinnen                          | Ergebnis                   |
| ----------------------- | ------------------------------------ | ----------------------------------------- | -------------------------- |
| ↓ Kategorie: $25.000 ↓  |                                      |                                           |                            |
| 1996                    | Nanne Dahlmann Clare Wood            | Liezel Huber Christina Papadaki           | 6:2, 6:3                   |
| 1997                    | Rachel McQuillan Lisa McShea         | Shirli-Ann Siddall Lorna Woodroffe        | 6:2, 6:1                   |
| 1998                    | Julie Pullin Lorna Woodroffe         | Christina Papadaki Sarah Pitkowski-Malcor | 6:3, 6:1                   |
| ↓ Kategorie: $50.000 ↓  |                                      |                                           |                            |
| 1999                    | Surina de Beer Nana Miyagi           | Seda Noorlander Patricia Wartusch         | 3:6, 6:0, 6:3              |
| 2000                    | Surina de Beer Nana Miyagi           | Alexandra Fusai Émilie Loit               | 5:7, 6:4, 6:4              |
| 2001                    | Clarisa Fernández Rika Fujiwara      | Kristie Boogert Els Callens               | 2:6, 7:63, 6:4             |
| 2002                    | Maret Ani Flavia Pennetta            | Shinobu Asagoe Nana Miyagi                | 6:4, 6:1                   |
| 2003                    | Julija Bejhelsymer Tazzjana Putschak | Mara Santangelo Selima Sfar               | 6:4, 7:5                   |
| 2004                    | Li Na Liu Nannan                     | Jessica Lehnhoff Christina Wheeler        | 5:7, 6:3, 6:3              |
| 2005                    | Li Ting Sun Tiantian                 | Tazzjana Putschak Nastassja Jakimawa      | 2:6, 6:2, 6:4              |
| 2006                    | Julie Ditty Natalie Grandin          | Lucie Hradecká Michaela Paštiková         | 6:1, 7:62                  |
| 2007                    | Lucie Hradecká Urszula Radwańska     | Marija Korytzewa Darja Kustawa            | 6:3, 1:6, 6:1              |
| 2008                    | Raquel Kops-Jones Abigail Spears     | Angela Haynes Ahsha Rolle                 | 6:4, 6:3                   |
| ↓ Kategorie: $100.000 ↓ |                                      |                                           |                            |
| 2009                    | Anna-Lena Grönefeld Vania King       | Julie Coin Marie-Ève Pelletier            | 6:0, 6:3                   |
| 2010                    | Kristina Barrois Yvonne Meusburger   | Natalie Grandin Abigail Spears            | 1:6, 6:4, [15:13]          |
| ↓ Kategorie: $50.000 ↓  |                                      |                                           |                            |
| 2011                    | Megan Moulton-Levy Ahsha Rolle       | Han Xinyun Lu Jingjing                    | 6:3, 7:65                  |
| 2012                    | Shūko Aoyama Erika Sema              | Eri Hozumi Miki Miyamura                  | 6:4, 7:64                  |
| 2013–2018               | nicht ausgerichtet                   | nicht ausgerichtet                        | nicht ausgerichtet         |
| 2019                    | WTA 250 siehe WTA New York           | WTA 250 siehe WTA New York                | WTA 250 siehe WTA New York |
| 2020–2021               | nicht ausgerichtet                   | nicht ausgerichtet                        | nicht ausgerichtet         |
| ↓ Kategorie: $60.000 ↓  |                                      |                                           |                            |
| 2022                    | A. Blinkowa Simona Waltert           | Han Na-lae Hiroko Kuwata                  | 6:3, 6:3                   |